# Struizendam
Struizendam ist ein Ort im Kgalagadi District von Botswana.

## Geographie
Struizendam ist eine ländliche Siedlung und liegt an der Grenze zwischen Botswana und Südafrika sowie im überwiegend trockengefallenen Tal des Nossob.

## Verkehr
Der Ort ist über eine Landstraße zu erreichen, die vom Süden aus Bokspits kommt und zum Gate Two Rivers des Kgalagadi Transfrontier Park bei der südafrikanischen Siedlung Twee Rivieren führt.